# 大塚敏美育英奨学財団
大塚敏美育英奨学財団（おおつかとしみいくえいしょうがくざいだん）は、日本の大学院で医学、薬学、栄養学、体育学及び経営学を専攻する留学生に対して奨学金を給付し援助する公益法人である。

## 概要
大塚敏美育英奨学財団は、大塚グループの創業者一族である大塚敏美から私財の提供を受けて、2007年3月6日に設立された。
目的は、「日本国内の大学及び大学院に在学する有能な外国人留学生に対しての奨学援護を行い、もってわが国と世界の国々との国際親善と国際理解を担う有能な人材を育成することにより、わが国と世界の国々との学術、文化、教育の相互発展及び友好の発展に寄与する」ことである。
1. ↑  公益財団法人大塚敏美育英奨学財団ホームページ　財団の概要